# Norihiko Kitahara
Norihiko Kitahara (北原憲彦?, Kitahara Norihiko; Ina, 11 dicembre 1954) è un ex cestista e allenatore di pallacanestro giapponese.

## Carriera
Con il Giappone ha partecipato ai Giochi olimpici di Montréal 1976, segnando 54 punti in 6 partite.